# Tomás Manuel de Anchorena (Argentine)
Pour les articles homonymes, voir Tomás Manuel de Anchorena.
Tomás Manuel de Anchorena est une localité rurale argentine située dans le département d'Atreucó, dans la province de La Pampa. Sa zone rurale s'étend sur une petite portion du département de Catriló.

## Démographie
La localité compte 307 habitants (Indec, 2010), soit une augmentation de 6,6 % par rapport au précédent recensement de 2001 qui comptait 288 habitants.